# Cueva de La Meaza
La cueva de La Meaza se encuentra dentro del término de Ruiseñada, en el municipio cántabro de Comillas, entre Cabezón de la Sal y San Vicente de la Barquera. Pertenece al Gobierno de Cantabria, y para su mejor conservación se encuentra cerrada al público siendo solo accesible a especialistas como arqueólogos, palinólogos o espeleólogos.
Para llegar a ella hay que tomar la carretera Cabezón de la Sal - Comillas. Al llegar a este pueblo, se toma el desvío al barrio de La Molina y antes de llegar a él hay un sendero que conduce a la cavidad. Ésta fue descubierta en 1907 por Hermilio Alcalde del Río, y fue excavada en la década de los 40 de ese mismo siglo. En las campañas se encontraron restos de Solutrense, Aziliense e incluso algunos indicios del llamado Asturiense, enterramientos de prehistoria reciente y algunos restos de la Edad Media. 
El hecho de que tenga tantas épocas de ocupación se explica por la configuración de la cueva, que cuenta con una amplia entrada y un vestíbulo cómodo para su habitación. Al fondo de la cavidad se encuentran algunos restos de arte rupestre paleolítico enmarcados dentro del estilo III de Leroi-Gourhan, aunque por desgracia no se han conservado excesivamente bien.
- Datos: Q8352468